# Повітряні сили Третього Рейху
Повітряні сили Третього Райху або Люфтваффе (вермахт) (нім. Luftwaffe нім. вимова: [ˈlʊftvafə] ( прослухати)) — повітряні сили, вид Збройних сил Третього Райху, що існував з 1933 до 1945 року в нацистській Німеччині. Призначався для ведення повітряної війни, ведення повітряної розвідки угруповань супротивника, забезпечення панування в повітрі, захисту від ударів з повітря важливих військово-економічних районів (об'єктів) країни та угруповань наземних військ вермахту та важливих об'єктів Крігсмаріне, завдання ураження об'єктам противника, що становлять основу його військового та військово-економічного потенціалу, підтримки з повітря Сухопутних військ і сил флоту, десантування повітряних десантів, перевезення військ та матеріальних засобів повітрям.

## Історія

### Передумови
З початком Великої війни, заснована в 1910 році Імперська повітряна служба Німеччини, із самого початку активно діяла на фронті, вносячи свій суттєвий внесок у перемоги кайзерівської армії. У силу позиційного характеру війни на фронтах, в особливості на Західному фронті, коли фронти роками не рушили з місця, багато уваги приділялося подіям повітряної війни, що розгорталася над головами усіх воїнів, оскільки вона подарувала світові таких асів, як Манфред фон Ріхтгофен, Ернст Удет, Освальд Бельке і Макс Іммельманн. Однак, війна завершилася повною поразкою кайзерівської Німеччини й за умовами Версальського договору з 8 травня 1920 року уся німецька військова авіація була розпущена, усі військові літаки підлягали знищенню, будь-яка діяльність, спрямована на відродження повітряних сил категорично заборонялася.
Проте, всупереч кабальним вимогам Версальського миру, німецькі льотчики продовжували таємно тренуватися. Спочатку для підготовки пілотів використовувалися власні школи цивільної авіації, де для підтримки навичок у пілотуванні з дотриманням умовностей можна було використовувати лише легкі навчально-тренувальні літаки, за умови, що майбутні пілоти летатимуть літаками виключно цивільних авіаліній, як-то Deutsche Luft Hansa. Для набуття бойовими пілотами практичних навичок у діях на винищувачах, бомбардувальниках тощо перший час умов не було. Під суворою забороною на території Німеччини перебувала також, в рамках накладених обмежень за Версальською угодою, будь-яка науково-дослідницька діяльність в області літакобудування і дослідження матеріалів військової авіатехніки. Разом з цим, ніхто не забороняв проводити окремі дослідження за кордоном, зокрема, у СРСР, який також перебував на той час у повній ізоляції в Європі. 16 квітня 1922 року під час Генуезької конференції була укладена Рапалльська угода, згідно якої радянське керівництво дозволило організацію в Росії об'єктів для випробування німцями військової техніки та навчання своїх військових кадрів. У свою чергу німецьке керівництво обіцяло сприяти експорту німецького технічного досвіду для розвитку оборонної промисловості Радянської Росії.

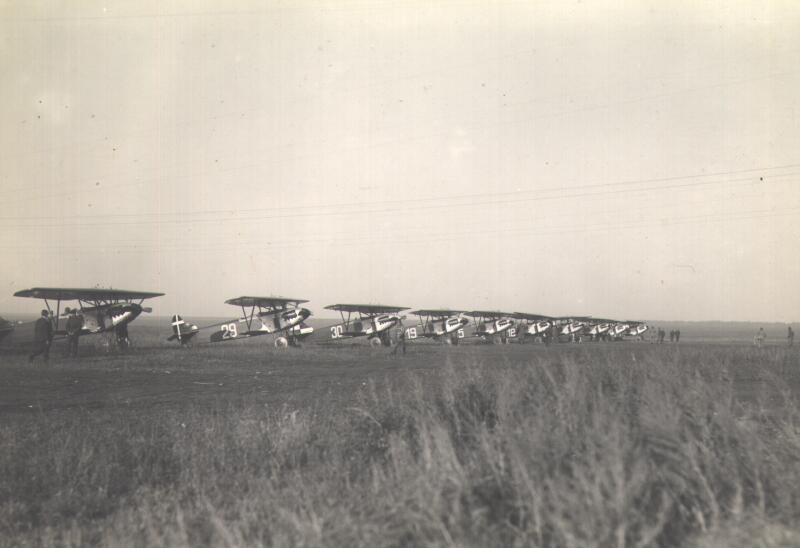
Голландські винищувачі Fokker D.XIII на Липецькому аеродромі

У 1924 році в Липецьку була заснована, а 15 липня 1925 року офіційна відкрита авіаційна школа з підготовки німецьких військових льотчиків. Липецька таємна авіашкола працювала протягом приблизно дев'яти років, використовуючи в основному голландські та радянські, а також деякі німецькі навчальні літаки до закриття в 1933 році. Весь процес навчання проходив за умови повної секретності, німецькі льотчики й інший персонал носив лише радянську форму без знаків розпізнавання. Сотні пілотів і технічного персоналу Люфтваффе відвідали, вивчили і пройшли підготовку в радянських авіаційних школах у кількох місцях Центральної Росії. Загалом за час існування авіашколи в Липецьку пройшло підготовку та перепідготовку 120 льотчиків-винищувачів (30 з них учасники Першої світової війни, 20 — колишні льотчики цивільної авіації). Однак, керівництво Веймарської республіки та Військового Управління (Truppenamt) не обмежувалося підготовкою своїх пілотів у Радянському Союзі; до 1932 року Німеччина зуміла підготувати у своїх нелегальних військових авіашколах в Брауншвейзі і Рехліні близько 2000 майбутніх пілотів Люфтваффе.

### Заснування
З приходом нацистів до влади, Адольф Гітлер рішуче розпочав ламати всю версальську систему, відбудовуючи систему оборони держави й створюючи новітні, сучасні, добре оснащені збройні сили. Ліпший товариш фюрера, колишній ас-винищувач Першої світової війни, Герман Герінг очолив напрямок створення повітряних сил Німеччини.
27 квітня 1933 року за його ініціативою на базі Імперського комісаріату у справах авіації було сформоване Імперське міністерство авіації (нім. Reichsluftfahrtministerium або нім. RLM). Під контролем і керівництвом рейхсміністерства авіації у цілковитій таємниці проводилося створення й організація Люфтваффе, розробка нових типів бойових літаків, навчання льотного складу, створення аеродромів, навчальних центрів, пунктів управління, радіоцентрів, запасів паливно-мастильних матеріалів.

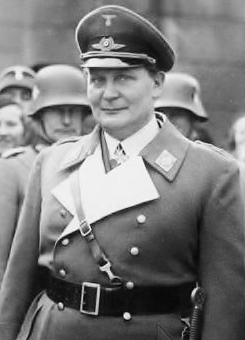
Герман Герінг

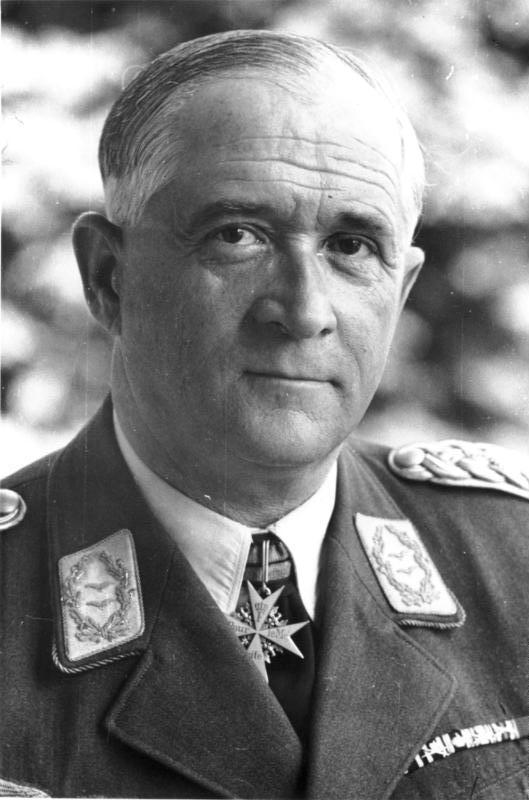
Роберт Ріттер фон Грайм

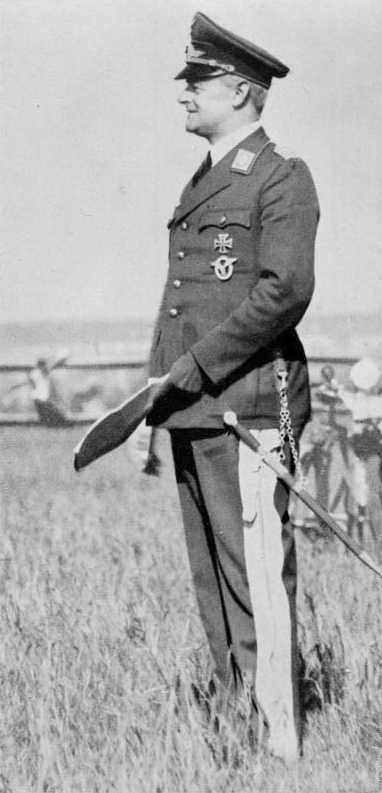
Вальтер Вефер

15 травня 1933 року усі авіаційні формування були об'єднані в єдину структуру, до якої також приєднали, створену ще 25 березня 1933 року, Німецьку авіаційну спортивну асоціацію, до якої входили усі приватні та національні організації. Президентом асоціації став Бруно Лерцер, старий фронтовий друг Герінга.
Своїм головним помічником Герінг призначив Ергарда Мільха, якому визначив завдання — найближчим часом створити повітряні сили, що мали б у своєму складі не менше 1000 бойових літаків. Ця кількість була визначена з політичних міркувань, як необхідне повітряне прикриття для сухопутної армії, здатної захистити Німеччину від можливої інтервенції. Таким чином, головною метою авіації була на той час оборона власної території і своїх військ, і для вирішення цього завдання були потрібні в першу чергу винищувачі. Герінг, виходячи з власного бойового досвіду, набутого в Першій світовій війні віддавав перевагу цьому виду авіації. Навпаки, Ергард Мільх і начальник штабу Люфтваффе генерал Вефер вважали за необхідне створити в першу чергу великі сили бомбардувальної авіації великого радіуса дії, наполягаючи на тому, що вона набагато необхідніша, ніж надмірна кількість винищувачів.
Незабаром усіма справами в рейхсміністерстві авіації став керувати Мільх, якому Герінг надав повну свободу дій. Сам він приділяв головну увагу виконанню обов'язків міністра-президента Пруссії. Енергійний та талановитий організатор Е. Мільх до жовтня 1933 року сформував три перші, так звані «пропагандистські» ескадрильї (нім. Reklamenstaffeln), які по суті були замаскованими винищувальними ескадрильями:
- ескадрилья «Остдойчланд» базувалася на аеродромі Нойгаузен поряд з Кенігсбергом,
- ескадрилья «Міттедойчланд» розташовувалася на берлінському аеродромі Штаакен, і
- ескадрилья «Суддойчланд» перебувала у місті Фурті, в декількох кілометрах від Нюрнберга.

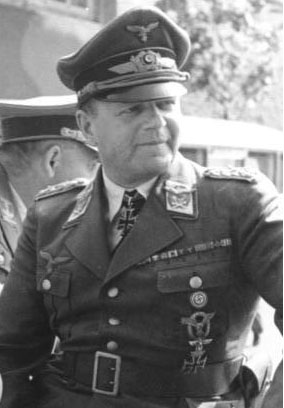
Ергард Мільх

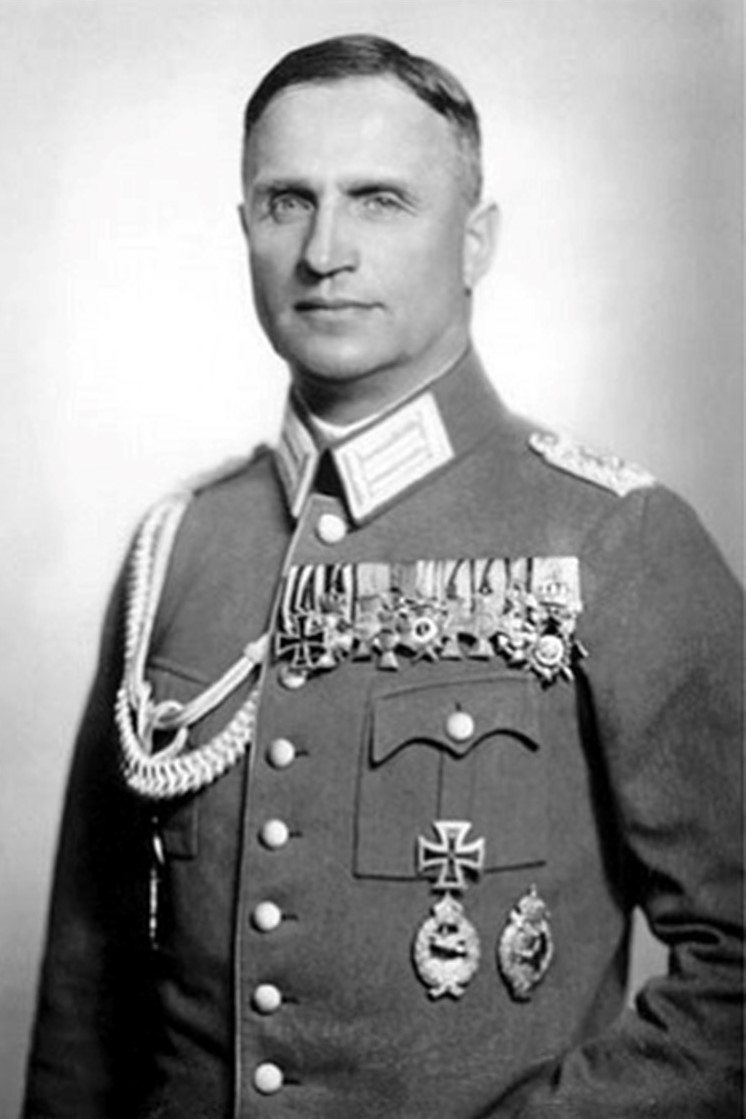
Гельмут Вільберг

15 квітня 1937 року був сформований Націонал-соціалістичний авіаційний корпус (нім. Nationalsozialistisches Fliegerkorps або нім. NSFK) для довоєнної льотної підготовки юнаків-чоловіків і для залучення дорослих спортсменів у нацистський рух. Члени НСФК призовного віку були приписані відразу до частин Люфтваффе. Оскільки всі члени НСФК також були й членами нацистської партії, це дало особовому складу Люфтваффе потужну нацистську ідеологічну базу на відміну від інших гілок вермахту (Хеер (армія) і Крігсмаріне (ВМФ)). Тим часом, Герінг продовжував грати провідну роль у створенні Люфтваффе в 1933—36 роках, але після 1936 року практично припинив брати участь у розвитку військової авіації, і ще з 1937 року Мільх «де-факто» став рейхсміністром.
Іншою знаменитою фігурою у німецькій військовій авіації того часу став генерал авіації Гельмут Вільберг, який згодом став грати вирішальну роль у розвитку нацистської доктрини повітряної війни. Він мав колосальний досвід в управлінні авіації рейхсверу ще у 1920-ти роки, й на думку самого Герінга за своїми діловими якостями якомога краще підходив на посаду начальника штабу Люфтваффе. Проте, через єврейське походження генерала його не змогли поставити на цю посаду. Водночас, Вільберг залишився при штабі Люфтваффе і під керівництвом Вальтера Вефера розробив доктринальні засади застосування Люфтваффе у блискавичній війні.

## Концепція повітряної війни Люфтваффе

### Розробка доктрини
Відразу після заснування Люфтваффе в період 1933—1934 років серед керівництва Повітряних сил панували в основному наміри та плани піти шляхом надання пріоритетності розвитку важкої авіації для стратегічних бомбардувань цілей і об'єктів противника. Однак, економічна та геополітична обстановка навколо Німеччині на початку 1930-х років диктували свої умови, що відобразилося на концептуальних підходах стосовно напрямків розвитку військової авіації. Основний акцент робився на авіаційній підтримці дій сухопутних військ. Третій Рейх географічно розташовувався в центрі Європі, отже німецька армія по-суті була армією континентального типу й усі види збройних сил готувалися до ведення воєнних дій переважно на суходолі. Тому військові теоретики того часу, тимчасово відклавши на майбутнє розробку стратегічних планів, зосередилися в основному на тактичному й оперативному рівнях застосування повітряних сил. Концептуальною основою тактики дії став набутий ще в роки Першої світової війни практичний досвід німецької авіації. Усі авіаційні підрозділи, як правило входили до складу й діяли виключно в інтересах наземних угруповань, їхніми головними завданнями були в першу чергу повітряна розвідка, нанесення ударів по штабах і лініях комунікацій ворога, забезпечення зв'язком загальновійськового командира. Керівним документом, що визначав тактику дій був Truppenführung, настанова з управління міжвидовими формуваннями, виданий у 1933 та 1934 роках двома частинами.
Досягнувши певного прогресу в розвитку оперативно-тактичної теорії й практиці дій авіації в ході навчань та командно-штабних ігор, німецькі фахівці дійшли висновку про необхідність розробки стратегічної доктрини застосування бомбардувальної авіації та організації відповідної структури. Апологетом тодішньої теорії стратегічних бомбардувань і війни в повітрі був італійський генерал Джуліо Дуе, теорія якого передбачала руйнування індустріальної моці противника, підрив його моралі шляхом «терору населення» у великих містах. Генерал Дуе обґрунтував тезу, що єдність і взаємодія фронту і тилу є вирішальним фактором у веденні воєнних дій, і з цього випливає висновок, що в майбутній війні не збройні сили, а глибокий тил потрібно розглядати в ролі головної мішені для авіації.
Ця теорія про істотну роль стратегічних бомбардувань активно обговорювалася в Генеральних штабах багатьох країн, і в німецькому також. Проте, теорія Дуе не той час не лягла в основу доктрини повітряної війни, що розроблялася, через побоювання ударів у відповідь по мирному населенню Німеччини.
Начальник штабу Люфтваффе генерал Вефер, попри запереченню можливості застосування теорії Дуе німецькою авіацією на практиці, в новій доктрині 1935 року «Управління війною в повітрі» виділив п'ять ключових моментів стратегії:
- знищити повітряні сили противника шляхом бомбардування його баз і авіазаводів, і розгромити авіацію противника, що атакує німецькі цілі;
- запобігти можливості маневру великих наземних військ ворога до вирішальних районів шляхом знищення залізниць і доріг, зокрема мостів і тунелів, необхідних для руху і постачання сил;
- підтримувати операції військових формувань, які незалежні від залізничного сполучення, тобто бронетанкових і моторизованих сил, перешкоджаючи просуванню супротивника і безпосередньо брати участь у наземних операціях;
- підтримувати військово-морські операції, атакуючи військово-морські бази противника, захищаючи свої військово-морські бази і безпосередньо брати участь у морських боях;
- паралізувати збройні сили противника, зупинивши виробництво на заводах зброї.

### Погляди на розвиток авіації
Для досягнення визначених цілей В.Вефер розпочав ініціативну програму створення стратегічного бомбардувальника, яка лягала у військову теорію бліцкрига. У травні 1934 року був започаткований семирічний проект розробки так званого «Урал-бомбардувальника», що за задумом конструкторів повинний був уражати цілі на великій дальності за лінією протистояння сторін. 1935 році були представлені прототипи важких чотиримоторних бомбардувальників Dornier Do 19 і Junkers Ju 89. У квітні 1936 року Вефер видав замовлення на бомбардувальник з такими характеристиками: дальність дії 6 700 км, бомбове навантаження 900 кг.
Однак, смерть генерала В.Вефера в авіаційній катастрофі літака He 70 3 червня 1936 року залишила Люфтваффе перед складною дилемою. Жодна з концепцій подальшого розвитку німецької військової авіації не дійшла логічного завершення, роль та місце її не набули цілісної парадигми й не були чітко визначені. Герінг призначив новим начальником штабу Альберта Кессельрінга, а головою технічного офісу Рейхсміністерства авіації став старий друг рейхсмаршала Ернст Удет. Обидва генерали, хоча й не ладили між собою, але були прибічниками створення скоріше штурмової та бомбардувальної авіації середнього радіуса дії, переважно пікіруючої, ніж стратегічної. Тому незабаром усі проекти створення стратегічних бомбардувальників були закриті.
Гальмування в прогресі розвитку Люфтваффе для створення власних стратегічних бомбардувальних сил пояснювалися кількома причинами. Багато хто серед керівного складу Люфтваффе вважав, що середніх бомбардувальників буде достатньо для здійснення стратегічних бомбардувань проти найімовірніших ворогів Німеччини: Франції, Чехословаччини та Польщі. Набагато складніше була проблема з Великою Британією. Генерал авіації Гельмут Фельмі, майбутній командувач 2-го повітряного флоту у 1939 році, що відповідав за розробку плану повітряної війни над Британськими островами, був переконаний, що Британію можна буде перемогти лише шляхом зруйнування її морального духу. Мюнхенська криза, що викликала паніку в Лондоні, довела правдивість його міркувань, тобто підтвердила його погляди на британську слабкість протистояти Німеччині.
Друга причина — технічна. Німецькі конструктори ніяк не могли вирішити проблеми з багатостраждальним Heinkel He 177A, до якого виставлялися надто вимогливі ТТХ, що у свою чергу викликало труднощі зі створення цього єдиного по-суті в Німеччині бомбардувальника далекого радіуса дії. Більше того, Третій Рейх не мав економічних ресурсів для того, щоб відповідати пізнішим британським і американським напрацюванням 1943—1944 років, особливо у масовому виробництві авіаційних двигунів високої потужності (потужністю понад 1 500 кВт). ОКЛ не бачило необхідності у зосередженні промислових і військових зусиль на створенні стратегічного бомбардувальника; до початку війни в 1939 році Люфтваффе були не набагато краще підготовлені, ніж їхні супротивники для ведення стратегічної кампанії, що призвело до фатальних наслідків під час битви за Британію. До літа 1939 року верховне командування з'ясувало, що в разі конфлікту Англія і Франція заступляться за Польщу. А наявні двомоторні бомбардувальники Do 17, Не 111 і Ju 88 не мають необхідної дальності польоту для дії проти Великої Британії. В результаті у командування повітряних сил знову прокинувся інтерес до He 177. Ернст Удет терміново прибув на завод «Хейнкель» і заявив, що вкрай потрібен бомбардувальник, здатний діяти проти британського флоту за межею радіуса досяжності двомоторних бомбардувальників.
Незважаючи на економічну міць Третього Рейху, програма переозброєння мала величезну залежність від імпорту сировини. Берліну доводилося імпортувати переважну більшість основних матеріалів для будівництва літаків Люфтваффе, зокрема гуми та алюмінію. Колосальна потреба була в імпорті нафти та нафтопродуктів, що було особливо вразливим у разі запровадження противниками блокади. Німеччина побудувала власні заводи з вироблення синтетичного палива, але це не вирішувало нагальну проблему забезпечення військ пальним. У 1937 році Німеччина імпортувала більше палива, ніж це було на початку десятиліття. До літа 1938 року лише 25 % потреби забезпечувалося власними джерелами. Металургійна промисловість працювала лише на 83 % потужності, а до листопада 1938 року Герінг відзвітував, що економічна ситуація залишається бути серйозною. Верховне командування Вермахту (ОКВ) наказало скоротити обсяги витрат сировини та сталі для виробництва озброєнь. Показники скорочення були значними: 30 % сталі, 20 % міді, 47 % алюмінію і 14 % каучуку. Отже, за таких обставин в економіці Мільх, Удет та Кессельрінг не мали можливості створити грізну стратегічну бомбардувальну силу, навіть якщо б вони хотіли це зробити.
Отже, авіаційна промисловість зосередилася на виробництві двомоторних середніх бомбардувальників, які вимагали набагато менше матеріальних, трудових і авіаційних виробничих потужностей, ніж веферівський «Ural Bomber». Німецька заводи замість одного важкого бомбардувальника будували два середніх. Якось Герінг зауважив, що «фюрер не запитає, наскільки великі його бомбардувальники, але тільки як багато їх є». Передчасна загибель генерала Вефера, одного з найталановитіших офіцерів Люфтваффе поставила хрест на перспективах створення гітлерівської стратегічної авіації, що згодом стало однією з фатальних помилок для нацистської Німеччині.
У березні 1938 року, коли стався аншлюс, Герінг наказав Фельмі вивчити перспективу повітряних нальотів на Британію. Той дійшов висновку, що, доки не будуть отримані бази в Бельгії та Нідерландах і Люфтваффе не отримає достатню кількість важких бомбардувальників, це неможливо виконати. Війни в тому році вдалося уникнути підписанням Мюнхенської угоди, і потреба в літаках дальньої дії знову втратила актуальність.
Значний імпульс розвитку німецької авіації надала Громадянська війна в Іспанії. Німецький Легіон «Кондор», укомплектований добровольцями та відправлений на Піренейський півострів на допомогу заколотникам генерала Франко, набув колосальний бойовий досвід, такий, що не йшов ні в яке порівняння з ніякими теоретичними дослідженнями та навчаннями. Одним з ключових висновків у воєнних діях у повітрі стало усвідомлення факту, що точність бомбардування тодішніх бомбардувальників абсолютно не відповідала вимогам бою. Низькі показники ураження бомбардувальниками цілей призвели до того, що Люфтваффе зосередилися на перевагах бомбардування методом пікірування. Такий спосіб давав набагато більшу точність проти тактичних наземних цілей, навіть набагато результативнішу ніж застосування важких бомбардувальників. До того ж, на відміну від артилерії, яка вимагала чимало часу на з'ясування завдання, переміщення, розгортання на визначених позиція та інші дії для відкриття артилерійського вогню, пікірувальникам цього не було потрібно. За умови високої маневреності та швидкоплинності зміни ситуації в загальновійськовому бою, наявність такого потужного козирю командира, як пікіруючі бомбардувальники, грали вирішальну роль. Ці бойові машини могли досягти набагато кращого результату, ніж великі літаки з екіпажем на шість або сім чоловіків, на десяту частину від їхньої вартості і в чотири рази влучнішу точність.
Проміжним рішення цієї проблеми стало застосування Ju 52, що становив основу бомбардувальної авіації німців. Безупинне докладання зусиль призвело до появи таких літаків, як Ju 86, He 111 та Do 17, попри тому, що були ще далеко від доскональної бойової машини в розумінні керівників повітряних сил, але водночас, були набагато краще за іноземних конкурентів, більшість з яких попросту не мала літаків-аналогів цих бомбардувальників. Наступними стали варіанти Ju 88, ймовірно один з найкращих літаків Люфтваффе, та He 177, що відповідав вже вимогам важкого бомбардувальника.

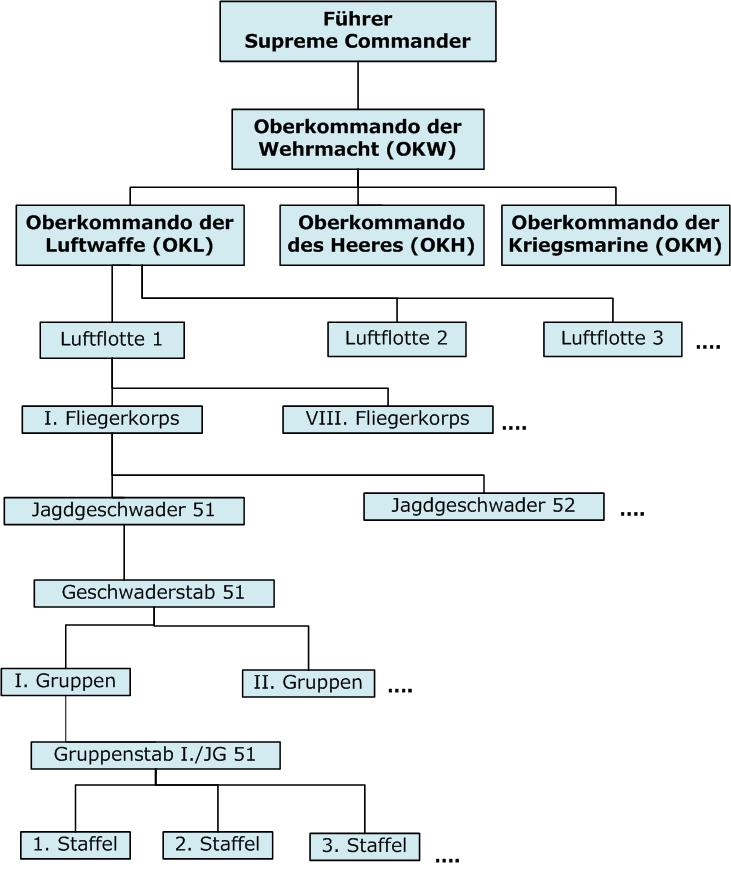
Організаційно-штатна структура Люфтваффе

## Організація Люфтваффе

### Формування перших частин
1 квітня 1934 року в Берліні наказом Рейхслюфтфарктміністерства (RLM) була сформована 1-ша авіаційна дивізія на чолі з оберстом Гуго Шперрле. До її складу повинні були увійти всі авіаційні групи і ескадрильї, які формувалися на той момент Люфтваффе.
1 березня 1935 року у Німеччині було офіційно оголошено про створення Люфтваффе. Уся територія країни була поділена на шість повітряних округів (нім. Luftkreiskommando), зі штаб-квартирами у Кенігсберзі, Берліні, Дрездені, Мюнстері, Мюнхені та Кілі. 12 жовтня 1937 року був сформований ще один, сьомий округ з центром у Брауншвейзі. Кожний округ мав змішаний склад своїх авіаційних формувань.
Загалом до початку вторгнення в Польщу німецькі Люфтваффе нараховували 30 бомбардувальних груп в одинадцяти ескадрах (1 180 бомбардувальників, переважно типу He 111 і Do 17Z), 9 винищувальних ескадр (788 винищувачів типу Messerschmitt Bf 109E), чотири групи важких винищувачів (431 винищувач Messerschmitt Bf 110), 4 ескадри пікіруючих бомбардувальників (361 бомбардувальник Ju 87B Stuka), 10 груп винищувачів-перехоплювачів (408 літаків), 1 групу штурмовиків (40 літаків). Також повітряний флот мав 552 військово-транспортні літаки, 23 ескадрильї далекої та 30 ескадрилей ближньої розвідувальної авіації (721 розвідувальний літак), а також 14 ескадрилей берегової авіації, 2 ескадрильї корабельної та 2 ескадрильї авіаносної авіації (що готувалася на німецькі авіаносці, котрі будувалися в той час) (загалом 240 літаків різного типу та призначення), та 55 літаків спеціального призначення. За оцінкою деяких істориків близько 90 % винищувачів перебували в боєготовому стані, бомбардувальна та розвідувальна авіація мала відсоток бойової готовності 75-80 %.
Загальна чисельність Люфтваффе становила 208 000 льотного складу, 107 000 особового складу в зенітних частинах та 58 000 у військах зв'язку Люфтваффе.

#### Винищувальна авіація
Розвитку винищувальної авіації керівництво Люфтваффе приділяло якомога більше уваги, в першу чергу через те, що більшість генералів самі були асами-винищувачами у минулій війні. 1 травня 1934 року, на основі ескадрилей «Міттедойчланд» і «Суддойчланд» була сформована авіаційна група «Деберіц» (нім. Fliegergruppe Doberitz) під командуванням барона майора Роберта фон Грайма. Спочатку був створений лише штаб групи, але вже до 1 липня були укомплектовані і все три ескадрильї, що мали на озброєнні біплани Ar 68 і Не 51. Командирами ескадрилей були призначені гауптман Йоганн Райтель, Ганс-Гуго Вітт і Ганс-Юрген фон Крамон-Траубадель. Ця авіагрупа стала основою винищувальної авіації Люфтваффе.
1 жовтня того ж року на аеродромі Кіль-Голтенау була створена 1-ша авіаційна ескадрилья, оснащена літаками Ar 64, Ar 68 і Не 51.
1 квітня 1936 року з окремих ескадрилей були створені перші дві винищувальні ескадри. В Деберіці була сформована JG 132 «Ріхтхофен» під командуванням майора Райтеля, а в Дортмунді була сформована JG 134 «Горст Вессель» на чолі з оберст-лейтенантом Куртом-Бертрамом фон Дерінг.

#### Бомбардувальна авіація
На момент свого офіційного створення у березні 1935 року Люфтваффе мало тільки дві бомбардувальні авіагрупи (нім. Kampffliergergruppe) — «Тутов» і «Фасберг», озброєних Ju 52, Do 11 і Do 23. Однак цей рід авіації також перебував у полі прискіпливої уваги Рейхсміністерства авіації, нарощуванню ударного потенціалу своїх повітряних сил приділялося чимало сил та енергії.
1 жовтня 1935 року було сформовано відразу п'ять бомбардувальних груп. А до 1 квітня 1936 року повітряні сили нацистів вже нараховували п'ять бомбардувальних ескадр (нім. Kampfgeschwader, скор. KG) — KG 152 «Гінденбург», KG 153, KG 154 «Бельке», KG 155 і KG 253. У складі чотирьох з них було по три авіагрупи, і лише одна KG 154 «Бельке» мала дві групи.
Навесні 1937 року у створенні бомбардувальної авіації Люфтваффе почався новий етап: бомбардувальні групи почали отримувати новітні бомбардувальники Ju-86 А-1. Першими оснащували підрозділи KG 152 «Гінденбург». 15 березня 1937 року на аеродромі Ландсберг у 25 км північно-західніше Лейпцига почала формування ще одна бомбардувальна ескадра KG 255. На цьому формування нових авіаційних підрозділів та постачання сучасних бомбардувальників набирало обертів. Вже в другій половині 1937 року почали надходити на озброєння перші Do 17E, і за станом на 19 вересня 1938 року у складі бомбардувальних і розвідувальних груп було вже 479 Do 17 модифікацій E, M, F і P. Взимку 1936-37 року для Люфтваффе був виготовлений і перший Не 111К, літак який став головним і найчисленнішим бомбардувальником Люфтваффе на першій стадії Другої світової війни.
Чисельне зростання бомбардувальної авіації тривало, одночасно йшов і процес удосконалення та зміцнення її структури. До серпня 1939 року, до розвязання агресивної війни в Європі, бомбардувальна авіація Люфтваффе нараховувала 1 180 літаків і 1 300 підготовлених екіпажів. Влітку 1939 року Люфтваффе отримали перші 12 бомбардувальників Ju 88A-1, один з найбільш універсальних бойових літаків війни.

#### Штурмова авіація
Формування частин штурмової авіації, призначених для безпосередньої повітряної підтримки дій сухопутних військ відбувалося трохи повільніше. В першу чергу це було пов'язано з відсутністю надійних та потужних штурмовиків, повинних відповідати викликам ведення повітряного бою на надмалих висотах, стійких до ураження засобами ППО противника, озброєних не тільки кулеметами та авіаційними гарматами, та і такими, що нестимуть достатній бомбовий запас.
1 квітня 1937 року у Швайнфурті були засновані перші штурмові групи: II. і III./StG 165, на основі яких 1 жовтня того ж року в Кітцінгені була сформована одна штурмова ескадра StG 165. 1 серпня 1938 року командування Люфтваффе ухвалило рішення сформувати відразу п'ять авіагруп безпосередньої підтримки військ (нім. Schlachtfliegergrappe - Sch.Gr.).
На початку серпня 1938 році з Іспанії повернувся оберлейтенант Адольф Галланд, якому було доручено розробити методику формування та навчання нових авіагруп. Через брак літаків для штурмових підрозділів тільки Sch.Gr.10 і Sch.Gr.50 були оснащені біпланами Hs 123A-l, інші ж поки мали на озброєнні застарілі літаки Ar 66, He 45, Не 46, Не 50А і Не 51. Але, за осінь 1938 року — весну 1939 року всі авіагрупи пікіруючих бомбардувальників були повністю оснащені літаками Ju 87B і Hs 123A-l.
1 травня 1939 року в Люфтваффе пройшла реорганізація, і незручні у використанні тризначні номери ескадр були замінені на більш зручні — двозначні. Ескадри, що входили до складу 1-го повітряного флоту, отримали номери з 1 по 25-й, що входили у 2-й повітряний флот — з 26 по 50-й, що входили в 3-й повітряний флот — з 51 по 75-й і ті, котрі підпорядковувалися 4-му повітряному флоту — з 76 по 100-й. Відповідно до цього принципу всі групи пікіруючих бомбардувальників отримали нові позначення: I./SIG 160 була перейменована в I./StG l, I./SIG 162 «Іммельман» — в II./SIG 2, I./StG 163 — в I./SIG 2, II./SG 163 — в III./StG 2, I./StG 165 — в I./StG 77, II./StG 165 — в II./StG 77, III./StG 165 — в III./StG 51 і I./StG 168 — в I./StG 76.
У Другу світову війну штурмова авіація Люфтваффе (нім. Schlachtfliegerverbände) вступила маючи лише один підрозділ — II.(Schlacht)/LG 2. Аж до 1942 року їй не приділялося належної уваги, усі завдання безпосередньої повітряної підтримки наземних військ по-суті покладалися на формування пікіруючих бомбардувальників. Так, на 2 вересня 1939 року Люфтваффе мало тільки 40 штурмовиків, на 11 травня 1940 року — 50, й на 21 червня 1941 року — 60 літаків цього типу. Тобто, загалом штурмова авіація становила близько 1-2 % від загальної чисельності бойової авіації Третього Рейху.
Взимку 1942 року почалися кардинальні зміни стосовно тактики застосування авіації безпосередньої підтримки сухопутних військ, коли Верховне командування Люфтваффе змінило свої погляди на цей рід військ з огляду на характер бойових дій на Східному фронті й зростаюче виробництво радянської бронетехніки.

### Система управління

#### Вище командування
З моменту заснування Люфтваффе існували два вищих керівних штаби: Генеральний штаб (нім. Generalstab der Luftwaffe) і Головний штаб (нім. Luftwaffenführungsstab), як існували до весни 1942 року, доки їх не об'єднали у Верховне командування Люфтваффе (нім. Oberkommando der Luftwaffe — OKL). Імперське міністерство авіації відповідало за організацію Люфтваффе, розробку нових типів бойових літаків, навчання льотного складу, створення аеродромів, навчальних центрів, пунктів управління, радіоцентрів, запасів авіаційних боєприпасів, майна, паливно-мастильних матеріалів тощо. Герман Герінг очолював Люфтваффе, одночасно будучи рейхсміністром авіації, тобто поєднував посади головнокомандувача військової авіації (нім. Oberbefehlshaber der Luftwaffe), а також відповідав за цивільний повітряний флот, авіаційну промисловість, систему забезпечення усіх складових.
| Клас літальних апаратів                  | 26 серпня 1939 | 4 травня 1940 | 26 квітня 1941 | 30 квітня 1942 | 30 квітня 1943 | 30 квітня 1944 | 9 квітня 1945 |
| ---------------------------------------- | -------------- | ------------- | -------------- | -------------- | -------------- | -------------- | ------------- |
| Денні, важкі та нічні винищувачі         | 1230           | 1736          | 1757           | 1807           | 2234           | 2571           | 2581          |
| Бомбардувальники                         | 1210           | 1758          | 1476           | 1319           | 1711           | 1201           | 184           |
| Пікіруючі бомбардувальники та штурмовики | 400            | 466           | 461            | 530            | 876            | 1242           | 1157          |
| Розвідувальні літаки                     | 661            | 666           | 803            | 703            | 756            | 682            | 653           |
| Транспортні літаки                       | 544            | 531           | 768            | 896            | 807            | 892            | невідомо      |
| Інші літальні апарати                    | 243            | 411           | 542            | 564            | 767            | 1044           | 150           |
| Загалом                                  | 4288           | 5568          | 5807           | 5819           | 7151           | 7632           | 4725          |

| Рід війська                          | На початок літа 1939 | Наприкінці осені 1939 | 20 травня 1941 | 1 грудня 1941 | 1 липня 1942 | 1 листопада 1943 |
| Військова авіація                    | 208 000              | 366 000               | 526 000        | 588 000       |              |                  |
| Війська ППО                          | 107 000              | 258 000               | 500 000        | 571 000       |              |                  |
| Підрозділи повітряного спостереження | 58 000               | 138 000               | 243 000        | 296 000       |              |                  |
| Аеродромна служба Люфтваффе          | ---                  | 118 000               | 153 000        | 146 000       |              |                  |
| Авіапольові частини                  | ---                  | ---                   | 36 000         | 38 000        |              |                  |
| Загалом                              | 373 000              | 880 000               | 1 458 000      | 1 639 000     | 1 900 000    | 2 089 000        |

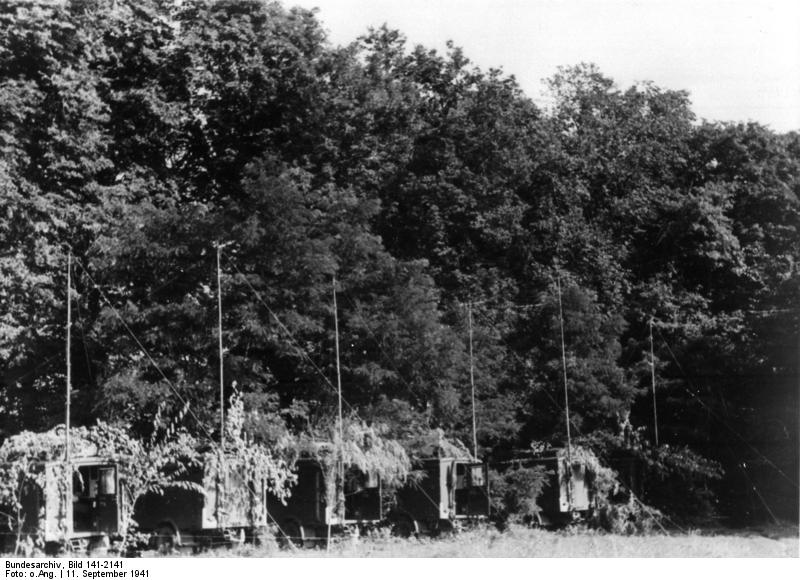
Командно-штабні машини підрозділу зв'язку V повітряного корпусу в районі Звенигородки. 11 вересня 1941

Зі створення у лютому 1938 року Верховного командування вермахту Люфтваффе підпорядковувалося йому.
Оперативно командування Люфтваффе поділялося на інспекцію бомбардувальної та інспекцію винищувальної авіації, і державний секретаріат авіації. Власно повітряні сили мали поділ на:
- льотний склад;
- війська зенітної артилерії;
- війська зв'язку авіації.

Також Люфтваффе мало окремі роди військ, як-то повітрянодесантні війська, авіаційні інженери, повітряний медичний корпус та інші.

#### Формування авіації
Вищим оперативним об'єднанням, спроможним вирішувати оперативно-стратегічні завдання, був повітряний флот (нім. Luftflotte), до якого входять усі бойові авіаційні частини, за винятком військово-морської авіації. До початку війни Люфтваффе мало чотири повітряних флоти із зонами відповідальності на території, що приблизно охоплювало четверту частину Німеччини. З початком кампанії на Західному фронті був заснований 5-й повітряний флот, котрий відповідав за повітряні операції Люфтваффе в окупованій Норвегії. У 1943 році був сформований ще один (6-й), а в 1944 році ще два флоти (10-й і флот «Рейх»). Кожен повітряний флот складався, як правило, з одного або декількох авіаційних (нім. Fliegerkorps) та винищувальних корпусів (нім. Jagdkorps), авіаційних (нім. Fliegerdivision) та винищувальних дивізій (нім. Jagddivision), частин ППО та частин зв'язку. Крім цього, до складу повітряного флоту іноді могли входити кілька повітряних округів, різнорідних ескадр, а також окремі підрозділи, типу ескадрильї чи бойові групи (нім. Kampfgruppe).
На оперативному рівні діями авіації керували авіаційні корпуси та дивізії. Авіаційний корпус — змішане оперативне з'єднання, що складалося з п'яти-шести ескадр і однієї розвідувальної групи. Кількість бомбардувальних ескадр в корпусі не була постійною й залежала від характеру завдань, які покладалися на командування корпусу.

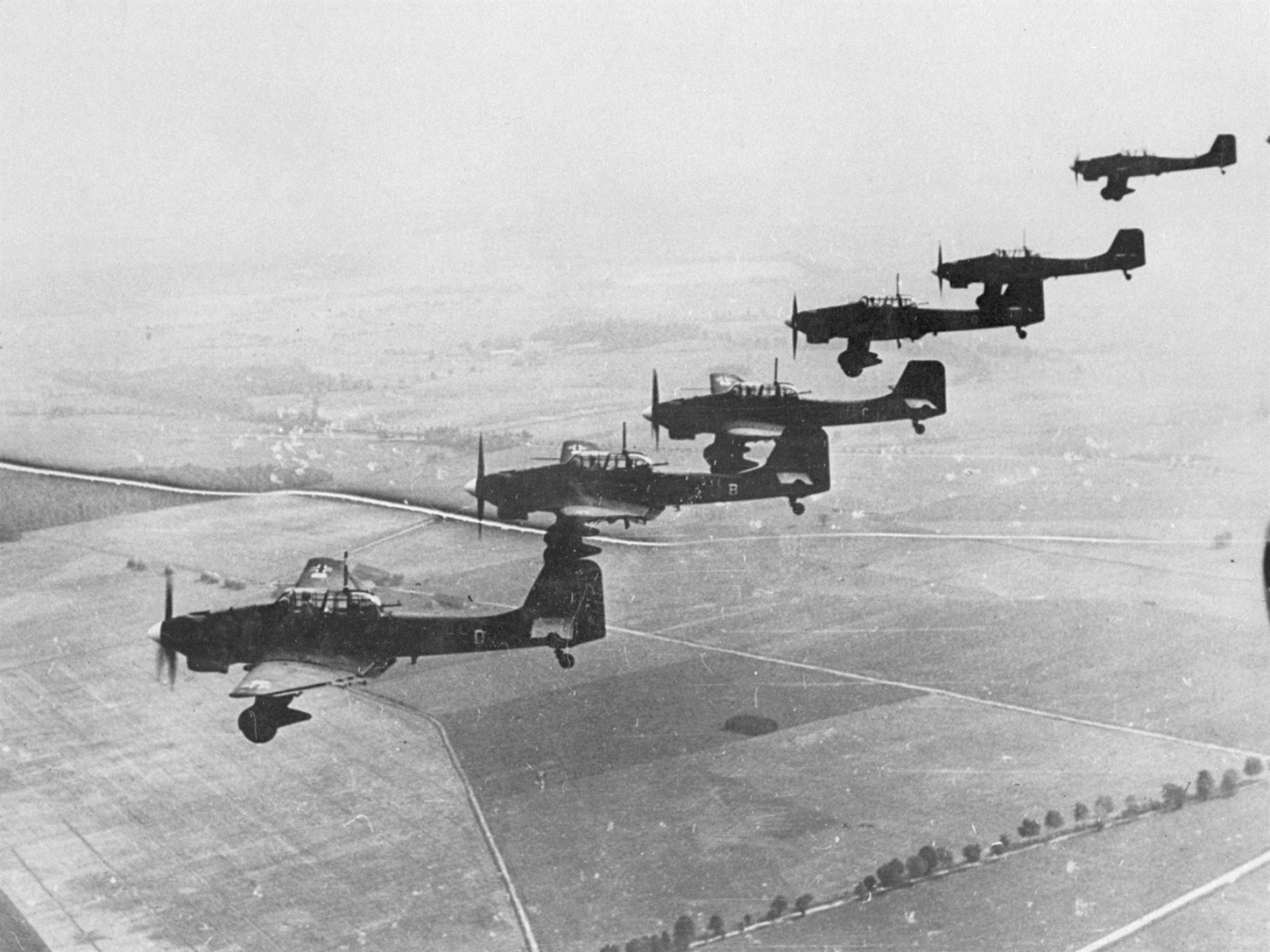
Німецькі бомбардувальники Ju 87 над Польщею. Вересень 1939

Наступною ланкою в ієрархії Люфваффе була авіаційна дивізія, які зазвичай мали у своєму складі авіаційні ескадри. Зазвичай дивізія мала ескадрильї далекої та ближньої розвідки, бомбардувальну ескадру, ескадру пікіруючих бомбардувальників, ескадри одномоторних та двомоторних винищувачів. Склад усіх дивізій ніколи не був стандартним і часто змінювався в залежності від розвитку ситуації на фронті. Командування дивізією здійснювало загальне управління діями цих підрозділів та частин у визначеному регіоні, водночас командири ескадр зберігали повну тактичну самостійність.
Вищою тактичною одиницею була ескадра (нім. Geschwader), «гешвадер» — найбільша та самостійна організаційна структура тактичної ланки, які були однорідними: бомбардувальними, винищувальними, нічних винищувачів тощо. Як правило, ескадра нараховувала від 90 до 120 літаків і умовно кажучи, дорівнювала авіакрилу Королівських повітряних сил Великої Британії, авіаційній групі американських повітряних сил армії США, авіаційному полку ВПС СРСР. Кількість літальних апаратів варіювалася від чисельності авіаційних груп в оргштатній структурі ескадри, а також які підрозділи були додані або підтримували «гешвадер». У залежності від призначення ескадра оснащувалася відповідними літаками одного типу, винищувачами, бомбардувальниками, штурмовиками, військово-транспортними літаками. Командиром ескадри були офіцери в ранзі від майора до оберста.
Наступним тактичним підрозділом була авіагрупа, самостійна, однорідна структура, що складалася з штабної ланки та 3-4 ескадрилей («штаффель») і мала близько 30-50 літаків у своєму складі.
Меншим підрозділом у структурі Повітряних сил була ескадрилья, «штаффель» (нім. Staffel), яка формувалася з чотирьох ланок чи шести пар бойових літаків. Один з командирів ланки, у військовому звані оберлейтенант — гауптман, одночасно був командиром ескадрильї (нім. Staffelkapitaen (Staffelfuehrer). Зазвичай «штаффель» мав 12-16 літаків. Ескадрилья, у свою чергу, поділялася на ланки (нім. Kette), які в більшості родів авіації складалися з трьох літаків. У винищувальній авіації ланка нараховувала чотири літаки (нім. Schwarm), що поділялися на пари (нім. Rotte).

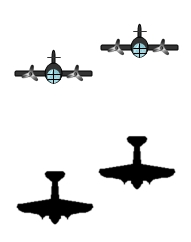
Пара (Rotte).
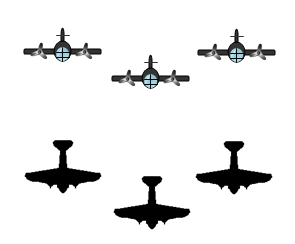
Ланка (Kette).
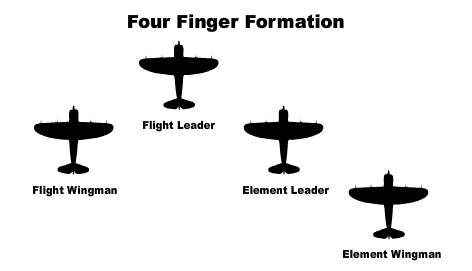
Стрій з 4-х літаків (Schwarm).

### Наземні війська Люфтваффе

#### Війська протиповітряної оборони

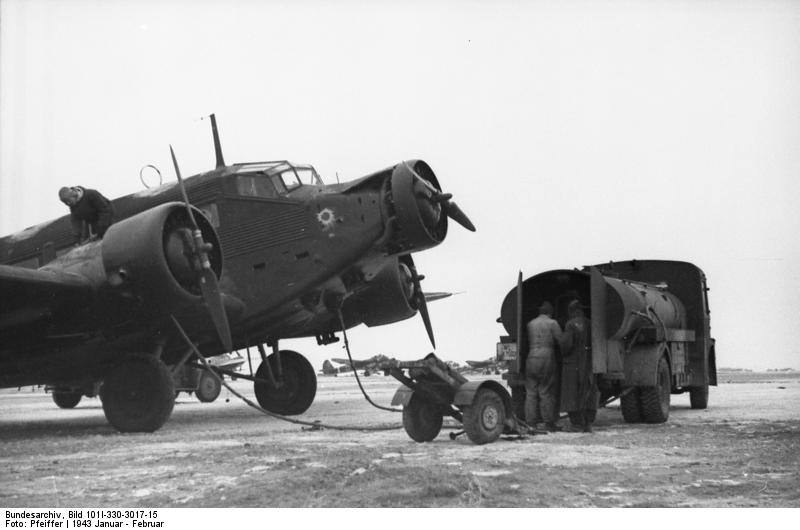
Підготовка військово-транспортного літака Ju 52 до зльоту. Східний фронт. 1943

Окрім основних, льотних формувань, що утворювали гнучку сукупність військових об'єднань, з'єднань, частин, підрозділів та органів управління ними, Люфтваффе мало у своєму підпорядкуванні величезний комплект різних родів наземних військ.
Основою були військові формування протиповітряної оборони, переважно зенітної артилерії. Найменшим тактичним підрозділом була батарея (нім. Batterie), що мала від чотирьох до шести зенітних гармат різного калібру. Наступним більшим підрозділом був зенітний дивізіон (нім. Flak-Abteilung), з 3-4 батарей зенітної артилерії та прожекторної батареї. У залежності від калібру зенітних гармат, дивізіони розподілялися на легкі (нім. leichte), змішані (нім. gemischte) та важкі (нім. schwere). Як правило, легкі батареї мали артилерійські системи калібру 20-мм та 37-мм; важкі — 88-мм, 105-мм і 128-мм.

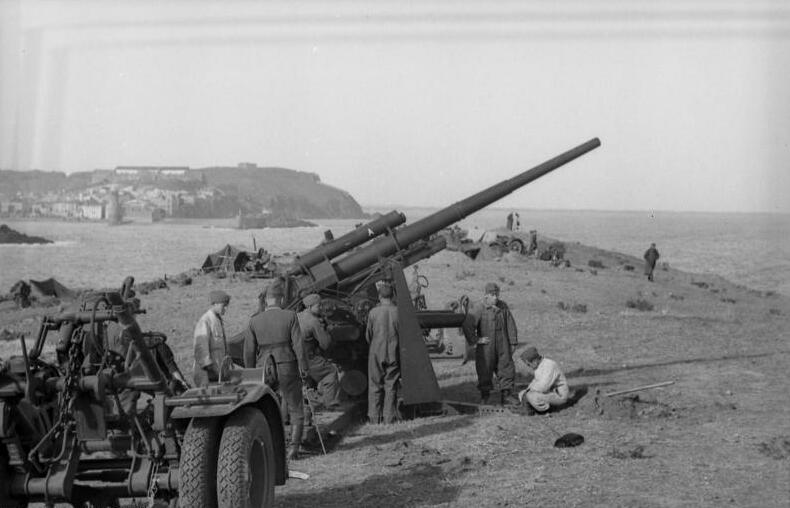
Зенітний підрозділ 88-мм гармати FlaK 18/36/37/41 на вогневій позиції. 1942

Організаційно зенітні дивізіони зводилися в зенітні полки (нім. Flak-Regimenter), бригади (нім. Flak-Brigaden), дивізії (нім. Flak-Divisionen) та корпуси (нім. Flakkorps), але ця структурна була дуже нестабільною і гнучкою й часто зазнавала реорганізації в залежності від обстановки та визначених вищим штабом завдань. До кінця Другої світової війська протиповітряної оборони Люфтваффе мали 29 зенітних дивізій, що складалися з п'яти зенітних полків, прожекторного полку, трьох моторизованих транспортних батальйонів, батальйону зв'язку та підрозділів забезпечення й підтримки.
Інтенсивність ведення воєнних дій протягом війни призвела до значного зростання кількості підрозділів військ ППО. В першу чергу, це було пов'язано зі стратегічними бомбардуваннями спочатку британської бомбардувальної авіації, а з 1942 року — й американської. Через великі втрати наприкінці війни до зенітних підрозділів усе частіше набирала військовиків з числа іноземців або німецької молоді.

#### Повітрянодесантні війська
Збройні сили нацистської Німеччини стали одними з перших збройних сил світу, які заснували повітрянодесантні війська, легкоозброєну піхоту, призначену для ведення активних бойових дій у тиловій зоні противника. Але, на відміну від інших країн німецькі парашутні частини перебували винятково в підпорядкуванні командування Люфтваффе, що пояснювалося скоріше амбіційними намаганнями Герінга, який прагнув об'єднати у своїх руках якомога більшу владу, ніж міркуваннями доцільності. Водночас інша важлива складова повітрянодесантних військ — посадочно-десантні (планерні) частини залишалися у веденні армії.
29 січня 1936 року у складі окремого полку «Герман Герінг» був сформований 1-й піхотний (парашутний) батальйон, на чолі з майором Бруно Броєр, що згодом став генералом парашутних військ.
Організація парашутно-піхотних полків відповідала в основному організації піхотного полку сухопутних військ — вони мали по три батальйони (2-й полк в 1940 році мав лише два). Вже ближче до кінця війни у складі деяких полків з'явилися саперні, розвідувальні й зенітно-кулеметні роти і кожний полк мав у цілому 17 рот. Парашутний батальйон, як і піхотний, складався з трьох парашутно-десантних рот і однієї роти важкої зброї (кулеметної). Кожна рота складалася з трьох взводів, а парашутно-десантний взвод, як правило, з трьох відділень. Кожне відділення мало на озброєнні два ручні кулемети, тобто вдвічі більшу вогневу міць, ніж відділення піхотних полків сухопутних військ. Роти важкої зброї батальйонів складалися з трьох взводів станкових кулеметів і одного взводу середніх мінометів (80-мм). Кожний кулеметний взвод мав два відділення станкових кулеметів, по два кулемети у кожному. 13-та рота була озброєна мінометами середнього калібру й складалася з трьох взводів середніх мінометів (80-мм) і одного ракетного взводу, 14-та рота була винищувально-протитанковою та мала різне озброєння. Як експеримент у деяких полках на кожний батальйон і на кожну роту важкої зброї були створені взводи піднощиків для забезпечення безперебійного постачання боєприпасів.

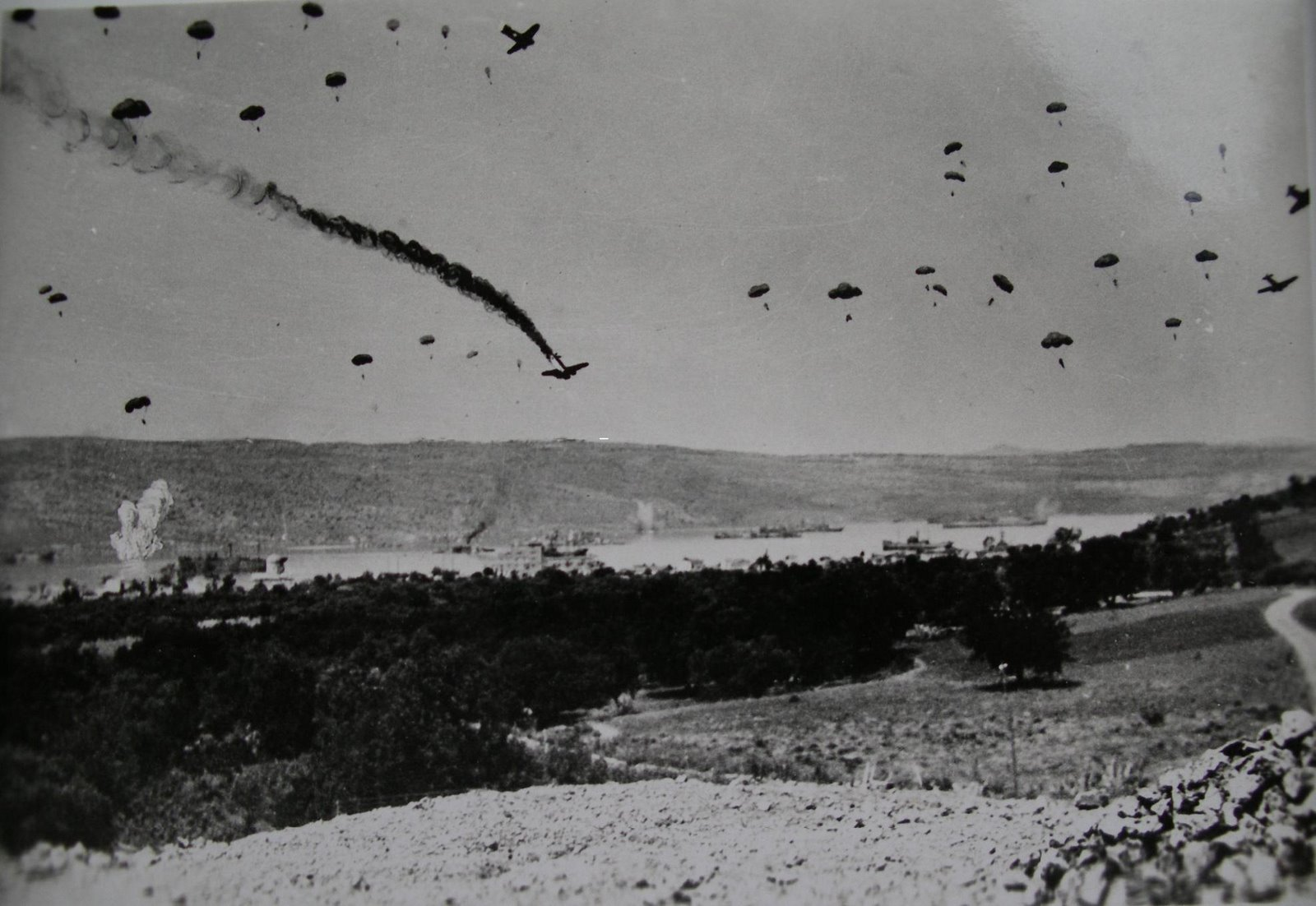
Десантування німецьких парашутистів у ході Критської повітрянодесантної операції. Травень 1941

У ході війни з'єднання повітрянодесантних військ зазнали деяких змін. Наприклад, з 1944 1-ша парашутна дивізія мала в своєму складі такі частини:
- штаб;
- три парашутних полки трьох-батальйонного складу (у кожному батальйоні три парашутно-піхотні й одна кулеметна роти). Крім цього, кожний полк мав протитанкову, мінометну й саперну роти;
- артилерійський полк (два дивізіони трьох-батарейного складу). У першому дивізіоні було 12 75-мм гірських гармат, у другому — 12 105-мм легких безвідкотних гармат;
- протитанковий батальйон (чотири роти 75-мм протитанкових гармат і рота самохідних гармат). Усього 16 протитанкових гармат Pak 40 і чотири легких САУ Marder II (SdKfz 132);
- батальйон зв'язку (телефонна й радіороти);
- кулеметний батальйон (три роти);
- інженерний батальйон (три саперні й одна кулеметна роти);
- медичний батальйон (дві роти).

#### Панцергренадерські парашутні війська
У квітні 1935 року, невдовзі після заснування Люфтваффе, на основі поліцейського батальйону спеціального призначення «Векке», був розгорнутий полк «Генерал Герінг» (нім. Regiment «General Göring»). 24 вересня 1935 року цей полк вивели зі складу прусської поліції та передали до складу Люфтваффе. Спочатку він виконував завдання лише церемоніально-вартові функції: брав участь у парадах і військових ходах, ніс охорону найважливіших об'єктів Люфтваффе і супроводжував Германа Герінга. Поступово він перетворився на потужний зенітну частину, яка виконувала завдання протиповітряної оборони рейхсканцелярії, численних головних ставок Гітлера, а також його особистої резиденції та штабного поїзда.
З часом на полк Генерал Герінг покладається все більше завдань і відповідальності, частина все частіше бере участь у бойових діях на Західному та Східному фронтах. У травні 1942 року полк розгорнули до бригади «Герман Герінг», а вже у жовтні 1942 року перевели на штат танкової дивізії під найменуванням дивізія «Герман Герінг» (нім. Division Hermann Göring). До складу дивізії був включений штурмовий парашутний полк. З'єднання билося у Північній Африці, згодом продовжувало протистояти союзникам на Сицилії та в Італії. Незабаром була розгорнута ще одна танкова дивізія «Герман Герінг», яка була перекинута до Сицилії. У травні 1944 року дивізія «Герман Герінг» була перейменована на парашутно-танкову дивізію «Герман Герінг».
1 жовтня 1944 року дивізію розгорнули в парашутно-танковий корпус «Герман Герінг» (нім. Fallschirm-panzerkorps Hermann Göring). Одночасно розгорталася 2-га парашутно-танкова гренадерська дивізія «Герман Герінг».

#### Авіапольові війська
Через великі втрати в зимовій компанії 1941-42 року у повітряних боях у Люфтваффе склалася певна диспропорція між чисельністю льотного та наземного персоналу формувань військової авіації. У січні 1942 року спочатку в групі армій «Північ» була утворена «група Люфтваффе Майндль» (нім. Luftwaffe-Gruppe Meindl), укомплектована з підрозділів вермахту, Люфтваффе та СС і брали участь у деблокуванні Дем'янського котла. В січні-лютому 1942 року були створені 7 польових полків ПС (нім. Feldregimenten der Luftwaffe. №№1-5, 14 і 21), що складалися з 4 піхотних батальйонів, а кожен батальйон, у свою чергу, з однієї важкої і трьох легких рот. Останні мали на озброєнні 12 легких 20-мм гармат і 4 88-мм гармат подвійного призначення (зенітні і протитанкові).

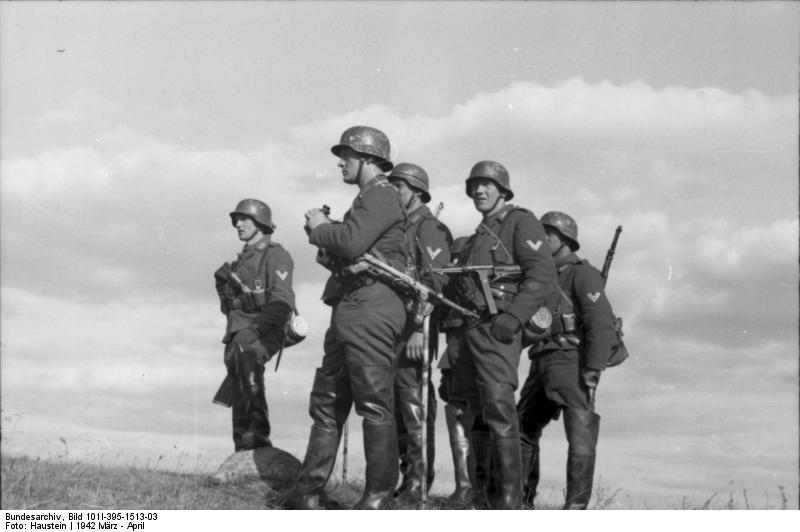
Солдати авіапольової дивізії проводять рекогносцировку місцевості. 1942

12 жовтня 1942 за указом рейхсмаршала Герінга офіційно були створені авіапольові дивізії Люфтваффе. Загалом було створено 22 авіапольові дивізії, що билися як звичайні піхотні частини. Ці дивізії об'єдналися в 4 авіапольові корпуси ПС. 1-й корпус (генерал авіації Еріх Петерсен) підкорявся командувачу 4-го повітряного флоту і призначався для дій в смузі групи армій «A» на південній ділянці фронту; 2-й корпус (командир — генерал авіації Альфред Шлемм) підкорявся командуванню ПС «Ост» і призначався для використання в смузі групи армій «Центр»; 3-й корпус (командир — генерал зенітних військ Іоб Одебрехт) підпорядковувався 1-му повітряному флоту і призначався для дій у складі групи армій «Північ»; 4-й корпус (командир — генерал зенітних військ Гергард Гоффманн) також підпорядковувався 4-му повітряному флоту і повинен був діяти в смузі відповідальності групи армій «B» на південній ділянці німецько-радянського фронту. Більшість дивізій діяли, проте, у складі сухопутних сил.
До 31 жовтня 1943 року усі дивізії підпорядковувалися ОКЛ, а після — ОКГ.

### Персонал Люфтваффе
Напередодні війни весною 1939 року загальна чисельність Повітряних сил нацистської Німеччини становила 370 000 осіб у всіх родах військ та служб. У серпні 1939 року з початком масової мобілізації їхня чисельність зросла до 900 000 осіб, а на червень 1941 року — перед початком операції «Барбаросса» у відомстві Герінга перебувало близько 1,5 млн чоловіків. Свого піку цей вид збройних сил досягав у період з листопада 1943 до червня 1944 року, коли в лавах Повітряних силах проходило службу майже 3 млн осіб обох полів; 1,7 млн були військовими-чоловіками, 1 млн чоловіків, військових службовців допоміжних структур (нім. Wehrmachtsbeamte) та цивільний персонал, майже 300 000 помічників системи ППО (нім. Luftwaffenhelfer), як жінок, так і чоловіків.
Але через гостру нестачу особового складу ситуація з персоналом наприкінці ставала все гірше та гірше. Нацисти почали залучати для виконання другорядних та допоміжних функцій у лавах військ ППО велику кількість допризовної молоді, літніх і хворих людей, як чоловіків, так і жінок. Так, за станом на жовтень 1944 року тільки формування зенітних військ нараховували у своєму штаті 600 000 солдатів й офіцерів регулярних військ, а також 530 000 осіб-помічників, зокрема 60 000 членів Імперської служби праці (нім. Reichsarbeitsdienst), 50 000 осіб помічників системи ППО віком 15-17 років, 80 000 ветеранів-помічників понад призовного віку (нім. Flakwehrmänner) і таких, що за медичними показниками були визнані негідними для проходження служби (нім. Flak-V-soldaten), 160 000 жінок у різних структурах, і навіть 160 000 іноземного особового складу (Гіві).

#### Військовий однострій

##### Звання та знаки розрізнення Люфтваффе

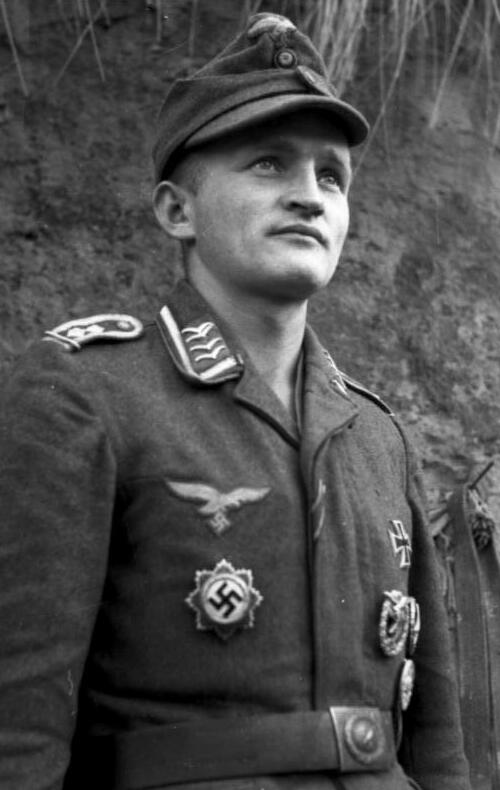
Кавалер Лицарського хреста Залізного хреста оберфельдфебель Ерік Гельманн у військовому однострої Люфтваффе. 1943

| Звання ПС НАТО             | Знак розрізнення | Знак розрізнення | Знак розрізнення      | Звання | Приблизне порівняння зі званнями Збройних Сил України |
| Звання ПС НАТО             | Погон            | Петлиця          | Нашивка               | Звання | Приблизне порівняння зі званнями Збройних Сил України |
|                            |                  |                  |                       | |                                                       |
| Вищі офіцери (генералітет) |                  |                  |                       | |                                                       |
|                            |                  |                  |                       | Рейхсмаршал | немає                                                 |
| OF-10                      |                  |                  |                       | Генерал-фельдмаршал | Генерал армії України                                 |
| OF-9                       |                  |                  |                       | Генерал-полковник | Генерал-полковник                                     |
| OF-8                       |                  |                  |                       | Генерал роду військ - Генерал авіації - Генерал парашутних військ - Генерал військ зв'язку авіації - Генерал зенітних військ - Генерал Люфтваффе | Генерал-лейтенант                                     |
| OF-7                       |                  |                  |                       | генерал-лейтенант | Генерал-майор                                         |
| OF-6                       |                  |                  |                       | генерал-майор | немає                                                 |
|                            |                  |                  |                       | |                                                       |
| Офіцери                    |                  |                  |                       | |                                                       |
| OF-5                       |                  |                  |                       | Оберст | Полковник                                             |
| OF-4                       |                  |                  |                       | Оберст-лейтенант | Підполковник                                          |
| OF-3                       |                  |                  |                       | Майор | Майор                                                 |
| OF-2                       |                  |                  |                       | Гауптман | Капітан                                               |
| OF-1                       |                  |                  |                       | Оберлейтенант | Старший лейтенант                                     |
| OF-1                       |                  |                  |                       | Лейтенант | Лейтенант                                             |
|                            |                  |                  |                       | |                                                       |
| Сержантський склад         |                  |                  |                       | |                                                       |
| OR-8                       |                  |                  |                       | Штабсфельдфебель | Старшина                                              |
| OR-7                       |                  |                  |                       | Оберфенрих | немає                                                 |
| OR-7                       |                  | Оберфельдфебель  | Прапорщик             | |                                                       |
| OR-6                       |                  |                  |                       | Фельдфебель | Старший сержант                                       |
| OR-5a                      |                  |                  |                       | Фенрих | немає                                                 |
| OR-5a                      |                  | Унтерфельдфебель | Сержант               | |                                                       |
| OR-5b                      |                  |                  |                       | Фанен-юнкер | немає                                                 |
| OR-5b                      |                  | Унтерофіцер      | Молодший сержант      | |                                                       |
|                            |                  |                  |                       | |                                                       |
| Рядовий склад              |                  |                  |                       | |                                                       |
| OR-3                       |                  |                  |                       | Штабсєфрейтор з 1944 | немає                                                 |
| OR-3                       |                  |                  | Гауптєфрейтор до 1944 | немає |                                                       |
| OR-3                       |                  |                  | Оберєфрейтор          | немає |                                                       |
| OR-2                       |                  |                  | Єфрейтор              | Старший солдат |                                                       |
| OR-1                       |                  |                  | Флігер                | Рядовий |                                                       |